# Ecomuseo-Harinera de Castellón de Ampurias
El Ecomuseo-Harinera de Castellón de Ampurias (en catalán: Ecomuseu-Farinera de Castelló d'Empúries) es un museo situado en Castellón de Ampurias (Gerona, España) que muestra cómo vivían (y viven) los hombres y las mujeres que se dedican al cultivo del grano del trigo de aquellos parajes del Ampurdán.
En el Ecomuseo-Harinera se revelan los secretos de hacer harina y en los tres pisos de la antigua fábrica se van encontrando diferentes máquinas, de gran belleza, del complicado proceso productivo. Fechadas a finales del siglo XIX y primera mitad del XX, demuestran un gran ingenio en el proceso. Juntamente con la calidez de las estructuras de madera de melis, flandes y pino gallego, el impacto visual y estético del conjunto, la limpieza de la fábrica y la autenticidad de lo que se ve hacen que la Harinera no deje indiferente a nadie. Forma parte de la Red de Museos Locales de Cataluña-Gerona.

## Historia
El Ecomuseo-Harinera tiene sus orígenes en un molino harinero movido por la fuerza hidráulica que proporciona el agua del riego, que se obtiene del río Muga gracias a la esclusa que hay en Vilanova de la Muga. Los primeros documentos localizados que hablan de este molino son del año 1331, fecha en que el infante Pere, conde de Ampurias, acuerda con los propietarios de los antiguos molinos de la población, situados en las orillas de La Muga, su desmantelamiento y la construcción de tres nuevos molinos a cambio de la asignación de un censo a perpetuidad. Estos molinos se construyeron fuera muralla entre el portal de la Gallarda y el monasterio de San Francisco. Desde entonces se llaman Molí de Dalt, del Mig i de Baix.
En 1605, el Ayuntamiento de Castellón de Ampurias rehízo la esclusa, el riego y el molino, según la escritura de establecimiento que la entonces condesa de Ampurias, Joana Folch i de Cardona, les otorgó, manteniendo su dominio e imponiéndoles el pago de los censos habituales. Vendido en subasta pública en 1860 se convirtió en negocio particular. Pasó de molino comunal a fábrica de hacer harina, con producto ensacado, etiquetado y comercialmente distribuido, que fue incorporando las novedades debidas a la introducción del uso del vapor y la electricidad. El edificio tuvo que crecer en altura para alojar el complejo conjunto de tubos que suben y bajan para la limpieza, el acondicionamiento, la molienda y la clasificación de la harina. La fábrica incorporaba el sistema de molienda por cilindros austrohúngaro y permitía la obtención de una harina blanca mucho más apreciada en el mercado. La última transformación de la fábrica incorporó las mejores máquinas expuestas en la Feria de Muestras de Barcelona de 1947, compatibles con algunas de las que hacían buen servicio desde mucho tiempo atrás, probablemente desde 1905, cuando la instalación de la turbina hizo más rentable el aprovechamiento de las aguas del Riego del Molino.
En 1995 el Ayuntamiento de Castellón de Ampurias compró, también en subasta pública, la fábrica de harinas con todas sus instalaciones y maquinaria perfectamente conservadas y en funcionamiento. La fábrica se convirtió en museo y regresó a manos públicas, completándose así un ciclo histórico. Actualmente ya no se hace harina, aunque la fábrica podría ponerse en funcionamiento.
Desde el año 1997 la Harinera de Castellón de Ampurias forma parte del Sistema Territorial del Museo de la Ciencia y de la Técnica de Cataluña. Su misión dentro del Sistema Territorial del mNACTEC es explicar la producción de la harina.
El ente autónomo Ecomuseo-Harinera de Castellón de Ampurias fue creado en 1997 con el objetivo de conservar y enriquecer el patrimonio de la Harinera y su entorno, promover el uso social y convertirlo en una herramienta dinamizadora de la vida social, económica y de promoción cultural de Castellón de Ampurias y de la comarca del Alto Ampurdán.

## Recorrido por el museo

### Revolución en la molienda y toda la fuerza del agua
Esta historia empieza hace mucho tiempo, tanto como el que hace que los hombres se alimentan del trigo y utilizan un utensilio para poder obtener la harina. Será el primer molino. Desde ese momento, la evolución tecnológica de los molinos fue constante hasta llegar, con la industrialización, al sistema moderno. El sistema austrohúngaro fue el primero que permitió obtener harina totalmente blanca.
A través de las maquetas se puede experimentar cómo ha evolucionado la molienda del trigo. De arriba abajo y de abajo arriba, en un complejo entramado vertical, el trigo, la harina y los otros productos siguen un circuito que les conduce de una máquina a otra. Para entender todo el proceso hay un audiovisual que acompaña el grano de trigo en su recorrido por la fábrica. También se puede contemplar una turbina Francis, del 1905. Con la fuerza del agua ponía en movimiento todas y cada una de las máquinas a través del complejo sistema de árboles de transmisión, poleas y correas. Una maqueta interactiva ayuda a visualizar cómo el agua genera energía.

### ¿Sabes de donde sale la harina?
Los haces de trigo se apilaban en los campos de Castelló d’Empúries, una zona productiva muy importante de esta área y donde a día de hoy todavía se conrea este cereal. En este ámbito se encuentran algunas variedades de trigo que, bien mezcladas, permitían obtener los diversos tipos de harina que se utilizaban en la fábrica. Con estas harinas se pueden hacer pasteles, pizzas, galletas... El pan, alimento básico, aporta hidratos de carbono y proteínas, necesarios para que el cuerpo esté sano.
En esta planta de la fábrica se encuentra la zona de ensacado de la harina y también un entramado de tubos que permiten conducir los productos de una máquina a la otra en un continuo subir y bajar.

### El proceso productivo y el "Rec del molí" (canal)
Un audiovisual transmite el testimonio de los hombres y las mujeres que trabajaron en la harinera día tras día. Se puede captar el sentir y el saber hacer de esta gente y de estas tierras.
Algunas de las máquinas más antiguas de la fábrica se encuentran en esta planta, en la zona de limpieza. En el centro de la sala, los imponentes plansichters, grandes tamices industriales, clasifican el producto obtenido en los molinos. A su lado se encuentra el sasor, responsable de obtener harina blanca.
Saliendo al mirador se puede disfrutar del paisaje presidido por el canal del Molí, canal que desvía el agua de la Muga hasta la fábrica, pasando por el antiguo foso de la muralla medieval. Su agua también sirve para regar los campos y los huertos que le acompañan en su recorrido sinuoso.

### Espacio EmpordàNA’T
Una comarca, cuatro parques, mil hallazgos. En este espacio se propone una pincelada de los cuatro grandes espacios protegidos del Empordà, un paseo que seducirá al visitante por su patrimonio natural, cultural e intangible, y le descubrirá cómo disfrutarlo.
Esta exposición fusiona ilustraciones, fotos y pintura en una única panorámica continua, una imagen imposible, un collage que pretende solo recoger, de forma sintética, buena parte de la riqueza natural del Empordà. El objetivo es que el visitante pasee tal como lo haría por el paisaje: deteniendo los ojos en aquellos elementos que más le llamen la atención. Dejándose llevar por la intuición, la curiosidad, la sorpresa o incluso por la pereza de solo curiosear y ver sin mirar.
Se pretende, sobre todo, que se quede con ganas de salir y, a cuatro pasos de aquí, descubrir los lugares, los colores, los olores y las sensaciones que le esperan en los cuatro parques naturales de la comarca.

## Piezas y objetos destacados
- Densígrafo. Densígrafo procedente de la antigua fábrica de harinas Posojal SA de Celrà. Se trata de un aparato de análisis que servía para medir la calidad de la harina. Se formaba una bola de masa de pan con la harina que se colocaba dentro de un vaso con agua a 30 °C. A medida que la bola se degradaba, se registraba en un gráfico la curva de la masa en fermentación. Esta curva proporcionaba información al molinero sobre la actividad enzimática, el punto óptimo de cocción, la tenacidad, la estabilidad, la fuerza y el equilibrio de la masa para su posterior panificación.[7]
- Medidor de humedad. Aparato para medir la humedad del cereal y de la harina. Se colocaba el producto en un tubo portamuestras que se conectaba al aparato. La operación se repetía tres veces para extraer el valor medio, que se convertía a la medida correspondiente para cada tipo de cereal. El control de la humedad del trigo es muy importante. Afecta a su conservación en condiciones óptimas (por debajo del 12-13 %) y al rendimiento de la molienda. Además, en función de la humedad, la harina absorberá más o menos agua, lo que repercutirá en la cantidad de masa de pan que se obtendrá.[8]
- Molinos marca EMSA (Establecimientos Morros SA) de 1947. Aunque pueden parecer iguales, tienen diferentes funciones: entre sus cilindros se muele el trigo, se desagrega la cascarilla o se compresionan las sémolas. Los molinos presentan cuatro cilindros que permiten hacer dos pasadas de molienda independientes. El producto entra por la parte superior, y un juego de dos rodillos paralelos hace que caiga de forma regular entre los dos cilindros de molienda. Estos cilindros giran en sentido contrario y a una velocidad diferente, de manera que el cilindro más lento retiene el producto mientras que el más rápido lo muele. El producto resultante se recoge desde la parte inferior, y a través de los elevadores de arcaduces se envía a los plansichters que clasificarán los resultados obtenidos.[9]
- Turbina Francis, marca Planes, Flaquer y Cía, de 1905. La turbina aprovecha y transforma la energía cinética del agua en energía mecánica, la cual se transmite a través de un sistema de árboles de transmisión, correas y poleas. El grado de eﬁciencia de las turbinas es muy superior al de las antiguas ruedas hidráulicas. Las Francis son turbinas de reacción, muy utilizadas para cabales y saltos medios.[10]
- Separador de piedras de la marca Pérez y Muntané S. en C. Aproximadamente 1940. Forma parte de la sección de limpieza del primer piso. Consiste en una mesa ligeramente inclinada, que tiene un movimiento de vaivén. La mesa presenta una serie de calles, con obstáculos triangulares por donde el producto es distribuido uniformemente. Gracias a la combinación del movimiento, la inclinación y la distribución de los obstáculos, el trigo, que pesa menos, sale por un lado, mientras que las piedras, más pesadas, se recogen en el otro lado.[11]
- Máquina de amasar, modelo “La Económica” marca Juan Balart. Principios del siglo XX. Máquina que servía para amasar la masa para hacer el pan. La cubeta de madera giraba al mismo tiempo que los dos cilindros helicoidales, de manera que los ingredientes se diluían e incorporaban formando la masa. Las amasadoras se empezaron a introducir en los obradores a finales del siglo XIX, al mismo tiempo que el nuevo sistema de producción de harina proporcionaba unas harinas más refinadas y blancas, que requerían un tipo de amasado diferente.[12]
- Plansichters marca EMSA (Establecimientos Morros SA) de 1947. Realizan una acción de tamizado que imita el cribado a mano. Cada una de las cajas del plansichter está dividida en cuatro calles equipadas con tamices de diferente material y tamaño que separan el producto clasificado y lo envían a la máquina que corresponda. En el año 1880 el alemán Haggemacher patentó la máquina para cribar conocida como plansichter con la que se consigue emular el cribado manual, que supone una importante mejora en la clasificación de harinas.[13]
- Recolector de mangas marca EMSA (Establecimientos Morros SA) de 1947. El aire tiene un papel muy importante en el sistema austrohúngaro. El aire es creado por cuatro aspiradores. En la sección de molienda sirve para la refrigeración de los molinos y para que el sasor pueda llevar a cabo la separación de las sémolas. El aire aspirado lleva partículas de harina en suspensión que se recogen en el recolector de mangas y se envían nuevamente a los plansichters. De esta modo se consigue que la pérdida de producto sea mínima.[14]